# Saint-Augustin (Corrèze)
Pour les articles homonymes, voir Saint-Augustin.
Saint-Augustin (Sent Augustin en occitan) est une commune française située dans le département de la Corrèze en région Nouvelle-Aquitaine.
Les habitants de Saint-Augustin sont des Saint-Augustinois.

## Géographie

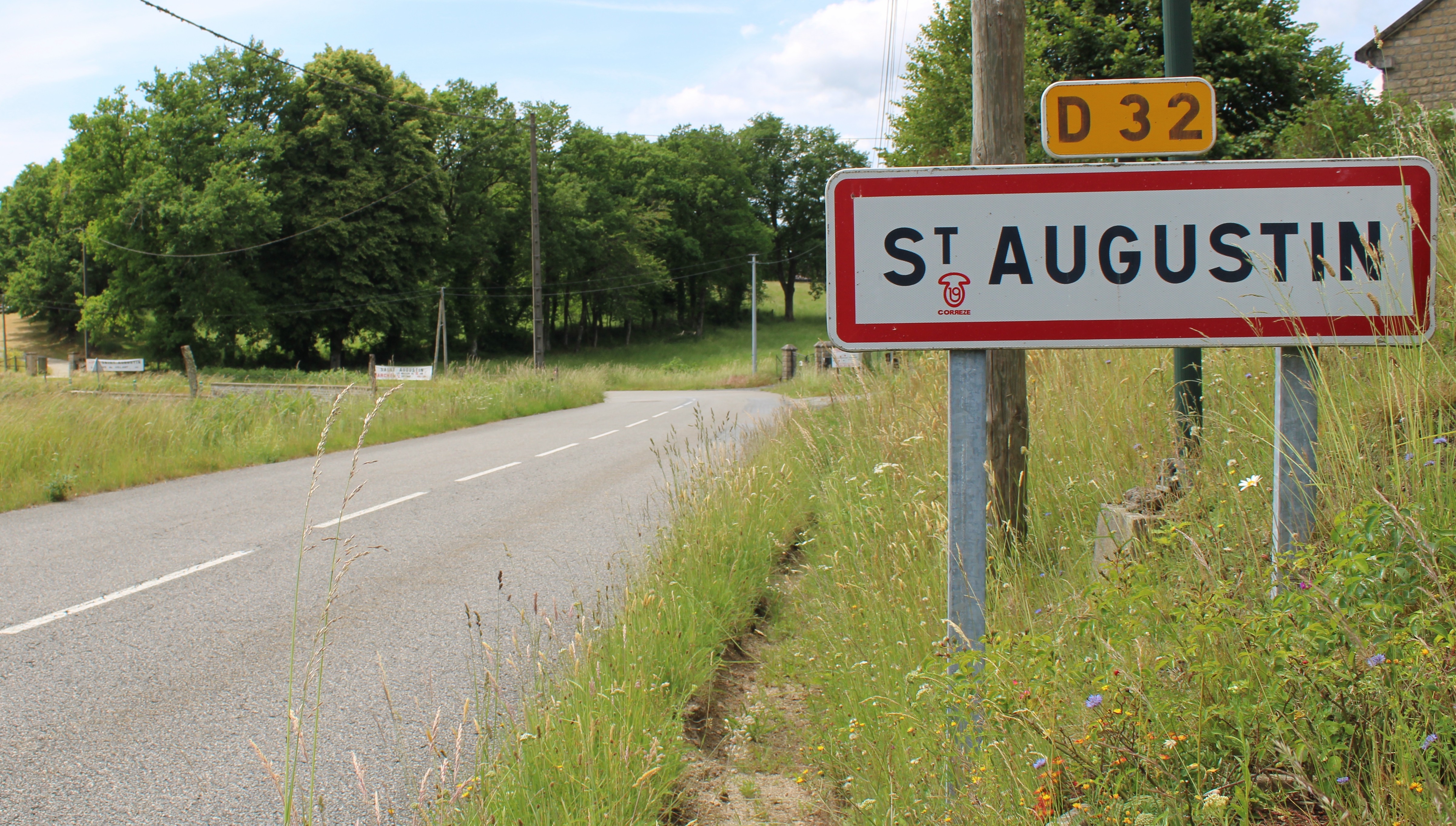
Entrée de la commune.

Saint-Augustin est une commune du Massif central située dans le massif des Monédières.

### Communes limitrophes

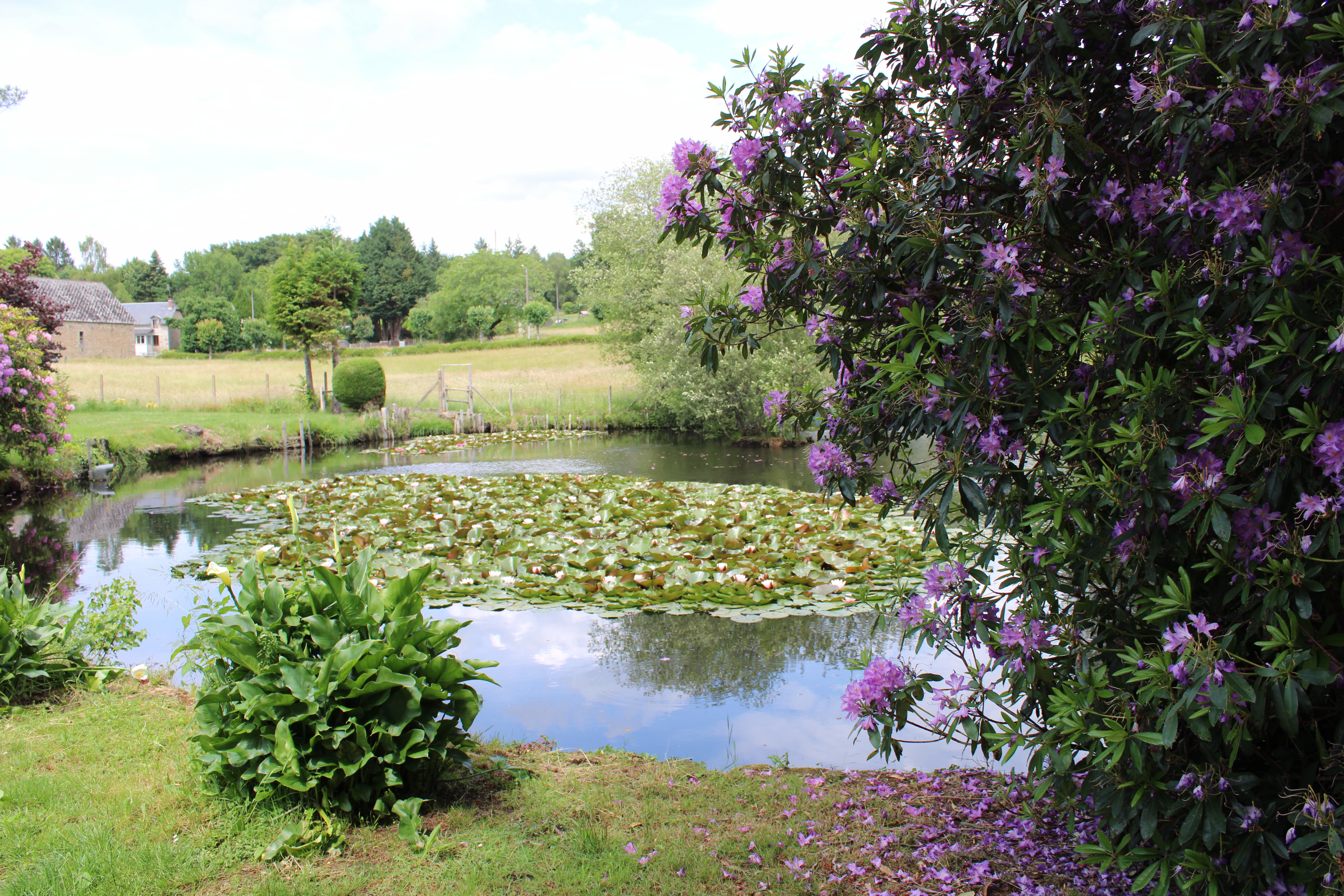
L(étang couvert de nénuphars.

Les communes limitrophes sont Beaumont, Chaumeil, Madranges, Meyrignac-l'Église, Orliac-de-Bar et Veix.

### Hydrographie
La Madrange, petit affluent de la Vézère, y prend sa source en limite des communes de Saint-Augustin et Veix. La commune est arrosée par la Douyge ainsi que par le ruisseau de l'Étang puis le ruisseau de Pont Peyri, (noms successifs de la branche mère de la Vimbelle).

### Climat
Pour des articles plus généraux, voir Climat de la Nouvelle-Aquitaine et Climat de la Corrèze.
Historiquement, la commune est exposée à un climat montagnard.
En 2020, Météo-France publie une typologie des climats de la France métropolitaine dans laquelle la commune est exposée à un climat de montagne et est dans la région climatique  Ouest et nord-ouest du Massif Central, caractérisée par une pluviométrie annuelle de 900 à 1 500 mm, maximale en automne et en hiver.
Pour la période 1971-2000, la température annuelle moyenne est de 10,3 °C, avec  une amplitude thermique annuelle de 14,7 °C. Le cumul annuel moyen de précipitations est de 1 357 mm, avec 13,7 jours de précipitations en janvier et 8,4 jours en juillet. Pour la période 1991-2020, la température moyenne annuelle observée sur la station météorologique la plus proche, située sur la commune d'Égletons à 16 km à vol d'oiseau, est de 10,6 °C et le cumul annuel moyen de précipitations est de 1 428,5 mm,. Pour l'avenir, les paramètres climatiques de la commune estimés pour 2050 selon différents scénarios d’émission de gaz à effet de serre sont consultables sur un site dédié publié par Météo-France en novembre 2022.

## Urbanisme

### Typologie
Au 1er janvier 2024, Saint-Augustin est catégorisée commune rurale à habitat très dispersé, selon la nouvelle grille communale de densité à 7 niveaux définie par l'Insee en 2022.
Elle est située hors unité urbaine. Par ailleurs la commune fait partie de l'aire d'attraction de Tulle, dont elle est une commune de la couronne,. Cette aire, qui regroupe 43 communes, est catégorisée dans les aires de moins de 50 000 habitants,.

### Occupation des sols
L'occupation des sols de la commune, telle qu'elle ressort de la base de données européenne d’occupation biophysique des sols Corine Land Cover (CLC), est marquée par l'importance des forêts et milieux semi-naturels (54,2 % en 2018), une proportion sensiblement équivalente à celle de 1990 (54,4 %). La répartition détaillée en 2018 est la suivante : 
forêts (50,9 %), prairies (23,6 %), zones agricoles hétérogènes (20,7 %), milieux à végétation arbustive et/ou herbacée (3,4 %), zones urbanisées (1,5 %).
L'évolution de l’occupation des sols de la commune et de ses infrastructures peut être observée sur les différentes représentations cartographiques du territoire : la carte de Cassini (XVIIIe siècle), la carte d'état-major (1820-1866) et les cartes ou photos aériennes de l'IGN pour la période actuelle (1950 à aujourd'hui).

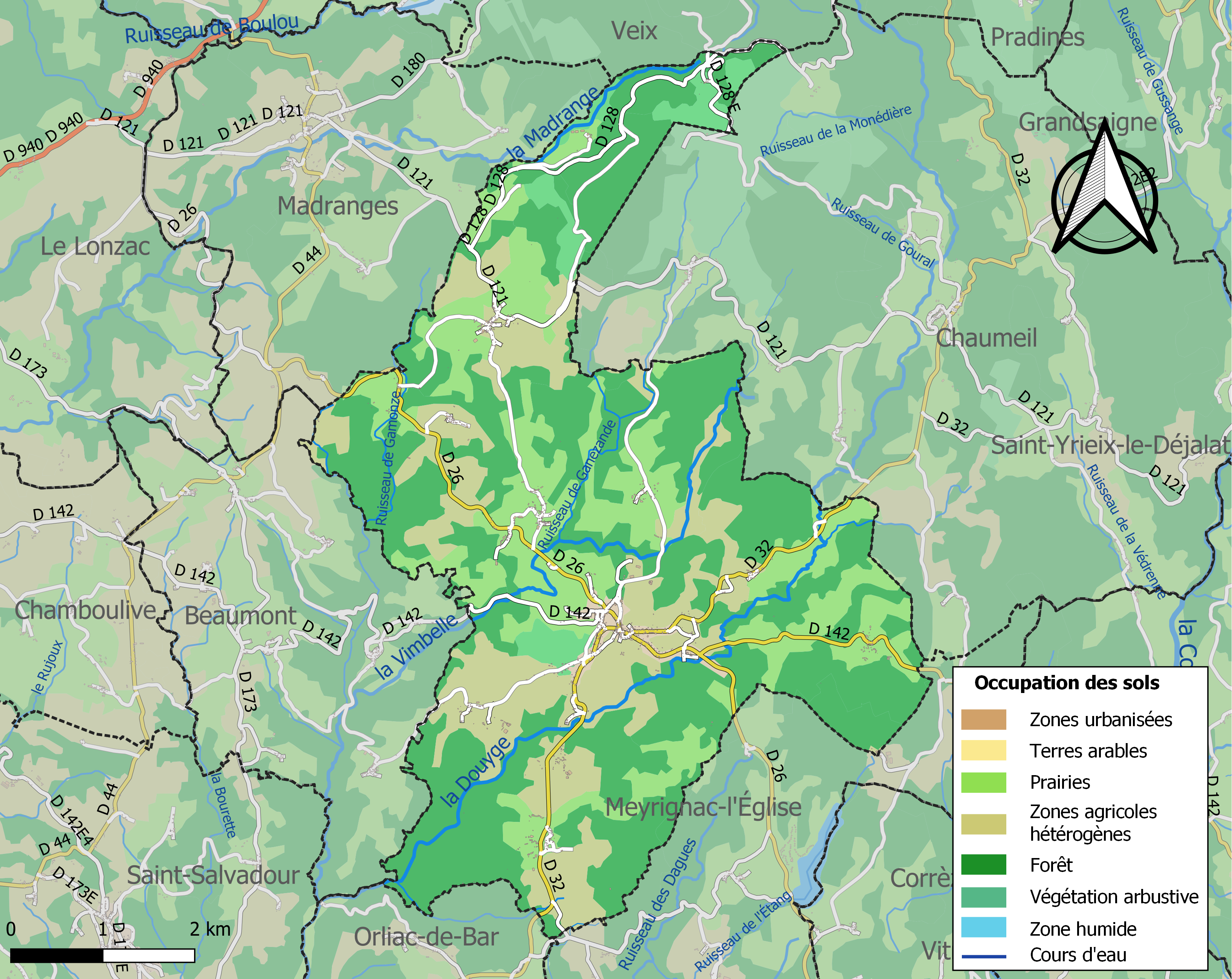
Carte des infrastructures et de l'occupation des sols de la commune en 2018 (CLC).

### Jumelages
| La municipalité de a conclu six jumelages avec : - Saint-Augustin (Charente-Maritime) - Saint-Augustin (Maine-et-Loire) - Saint-Augustin (Seine-et-Marne) - Saint-Augustin-de-Desmaures (Québec) - Saint-Augustin - Lac Saint-Jean (Québec) - Saint-Augustin-de-Woburn (Québec) |

### Risques majeurs
Le territoire de la commune de Saint-Augustin est vulnérable à différents aléas naturels : météorologiques (tempête, orage, neige, grand froid, canicule ou sécheresse), feux de forêts et séisme (sismicité très faible). Il est également exposé à un risque particulier : le risque de radon. Un site publié par le BRGM permet d'évaluer simplement et rapidement les risques d'un bien localisé soit par son adresse soit par le numéro de sa parcelle.

#### Risques naturels

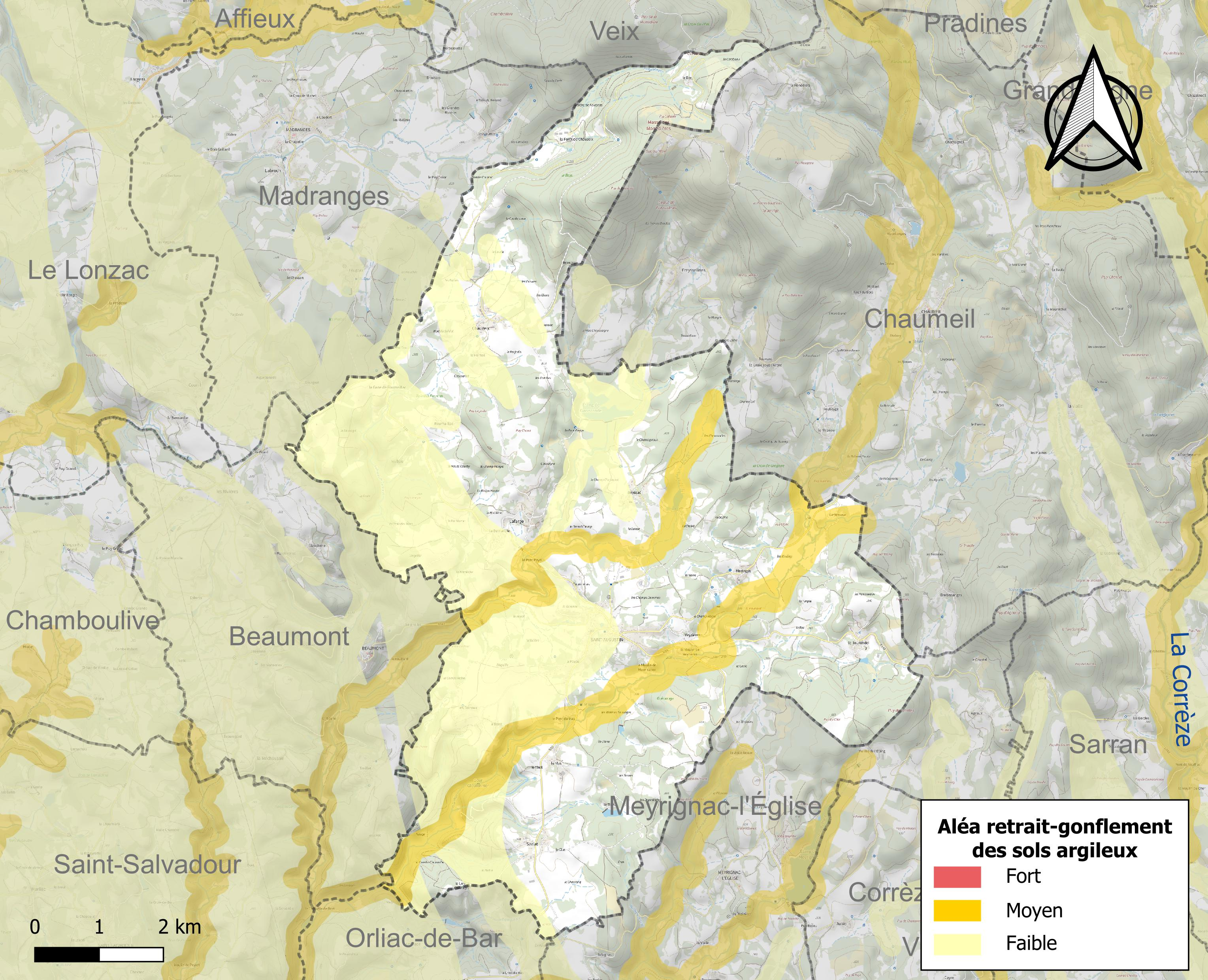
Carte des zones d'aléa retrait-gonflement des sols argileux de Saint-Augustin.

Le retrait-gonflement des sols argileux est susceptible d'engendrer des dommages importants aux bâtiments en cas d’alternance de périodes de sécheresse et de pluie. 12,4 % de la superficie communale est en aléa moyen ou fort (26,8 % au niveau départemental et 48,5 % au niveau national). Sur les 378 bâtiments dénombrés sur la commune en 2019,  13 sont en aléa moyen ou fort, soit 3 %, à comparer aux 36 % au niveau départemental et 54 % au niveau national. Une cartographie de l'exposition du territoire national au retrait gonflement des sols argileux est disponible sur le site du BRGM,.
Concernant les feux de forêt, aucun plan de prévention des risques incendie de forêt (PPRIF) n’a été établi en Corrèze, néanmoins le code de l’urbanisme impose la prise en compte des risques dans les documents d’urbanisme. Le périmètre des servitudes d'utilité publique et des zones d'obligation légale de débroussaillement pour les particuliers est quant à lui défini pour la commune dans une carte dédiée. 

#### Risque particulier
Dans plusieurs parties du territoire national, le radon, accumulé dans certains logements ou autres locaux, peut constituer une source significative d’exposition de la population aux rayonnements ionisants. Certaines communes du département sont concernées par le risque radon à un niveau plus ou moins élevé. Selon la classification de 2018, la commune de Saint-Augustin est classée en zone 3, à savoir zone à potentiel radon significatif. 

## Économie
La société d'électronique Anovo a localisé à Saint-Augustin une unité de réparation et de test des périphériques de la Livebox Internet d’Orange. Ses effectifs sont passés de 5 à 55 employés entre 1997 et 2012.

## Histoire
La commune de Saint-Augustin, occupée dès le néolithique (découverte d’une hache polie), a aussi livré des vestiges de l'âge du fer. Des fosses datées des années 500 à 400 av. J.-C. sont probablement en rapport avec un habitat. Une sépulture gauloise à inhumation découverte près du hameau de Boiroux date des années 40-30 av. J.-C. Il s’agit vraisemblablement de la tombe d’un chef gaulois inhumé dans une fosse rectangulaire de 3,90 m de long, 1,90 m de large. Trois amphores vinaires italiques (Dressel IB), calées contre l'angle sud-est, sont à l'origine de la découverte. En raison de l'acidité du sol, aucun vestige osseux ne subsistait.
À l'exception des amphores, le défunt et le mobilier funéraire étaient placés dans un coffrage de planches de 3 m sur 0,70 m et profond de 0,35 m, maintenu aux angles par des tiges plates en fer fixées par des clous ; l'espace entre les parois de la fosse et le coffrage avait été comblé de pierres et d'arène. Aucun indice ne témoigne de la présence d'un fond mais des planches posées horizontalement servaient de couvercle.
Un abondant mobilier funéraire accompagnait le défunt. Les armes comprenaient une lance, déposée contre la paroi sud de la fosse, la poignée d'un bouclier, retrouvée au niveau du bras gauche et un coutelas à manche terminé par un anneau, découvert à hauteur de la ceinture. Un objet en fer, très oxydé (fibule ?) reposait au niveau des cuisses.
Vingt-cinq vases se répartissaient dans le coffrage en fonction de leur usage. À la tête, étaient déposées trois céramiques tournées particulièrement soignées. Aux pieds, se trouvaient cinq vases non tournés et une petite jatte tournée, décorée à la molette. Cinq céramiques de forme ouverte, disposées en ligne, sur l'axe longitudinal de la fosse, paraissaient avoir été déposées sur les jambes du défunt. Six autres céramiques, non tournées, étaient disposées à la droite du défunt, le long de la paroi sud du coffrage, et une autre contre la paroi nord. Des analyses pollinique ont montré que des petits vases contenaient des céréales et que des fleurs (rosacées) étaient déposées dans la partie centrale de la tombe.

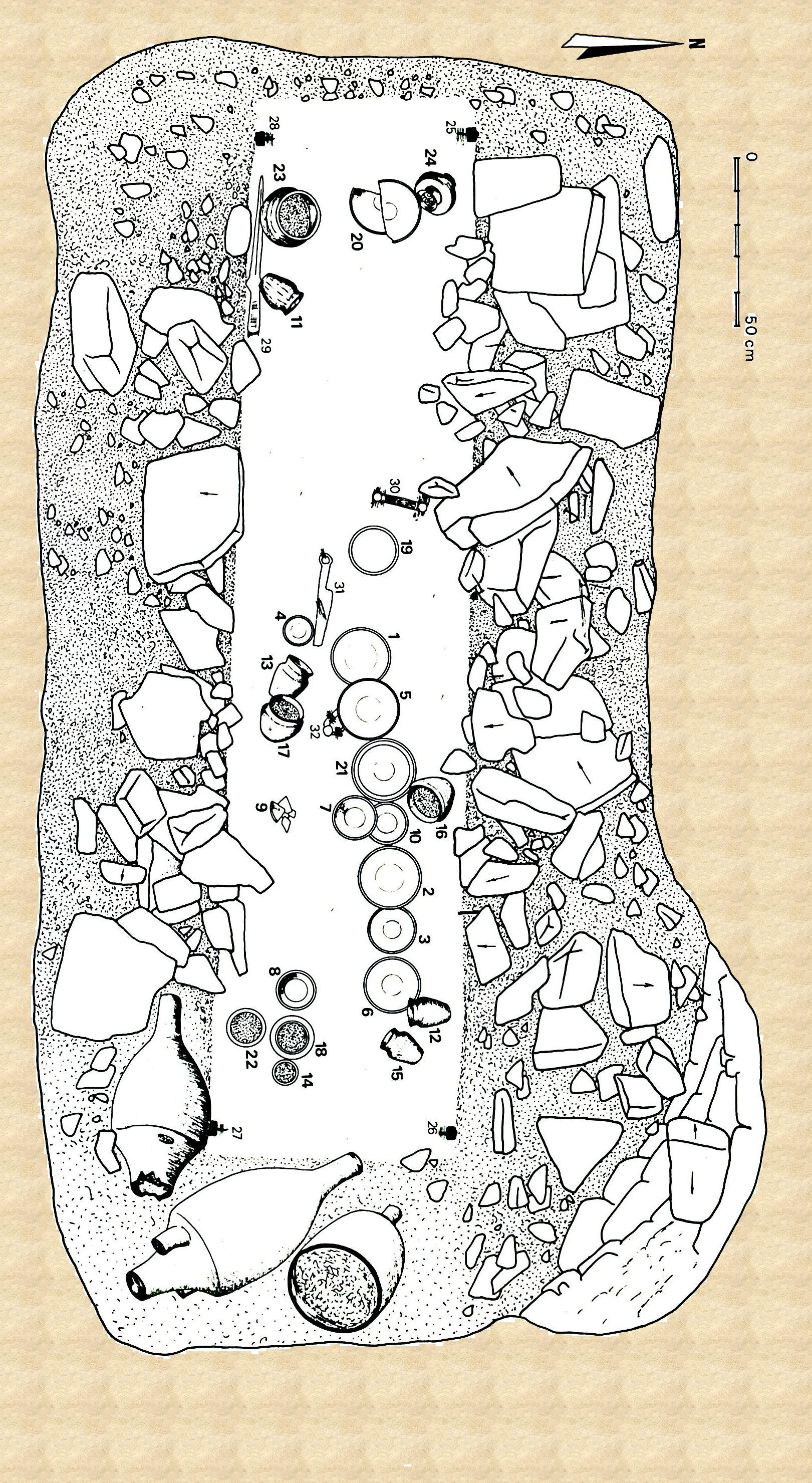
Plan de la tombe gauloise de Boiroux.

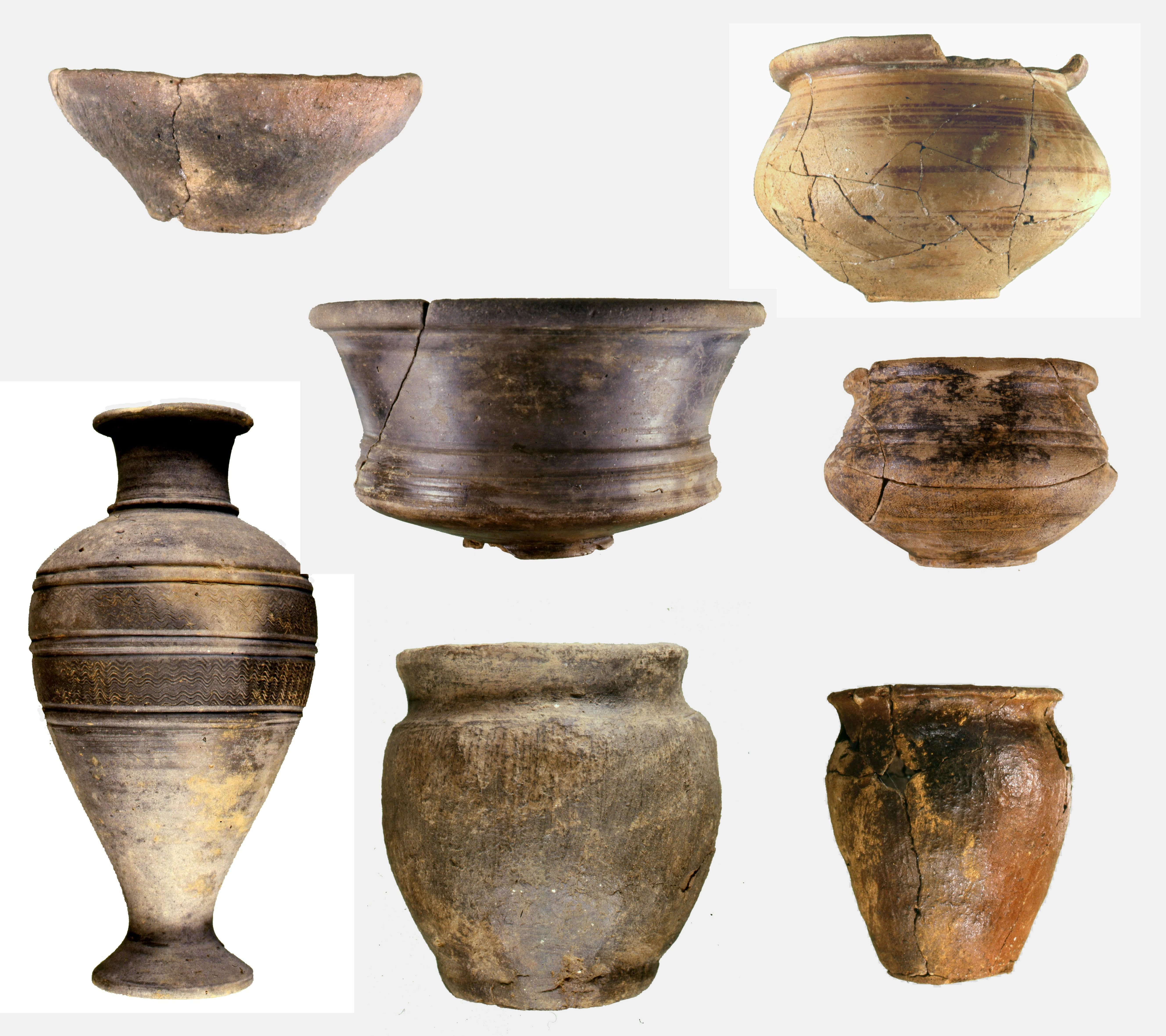
Quelques céramiques de la tombe gauloise

Un habitat gallo-romain mis au jour au lieudit la Garenne, sans doute relativement important, possédait un chauffage par hypocauste. A une centaine de mètres de là, fut exhumée une sépulture à incinération. Les cendres du défunt étaient déposées dans une urne en verre placée dans un coffre en granite pour la protéger.
Sous la Révolution française, pour suivre un décret de la Convention, la commune changea de nom pour Augustin-la-Monédière.

## Politique et administration

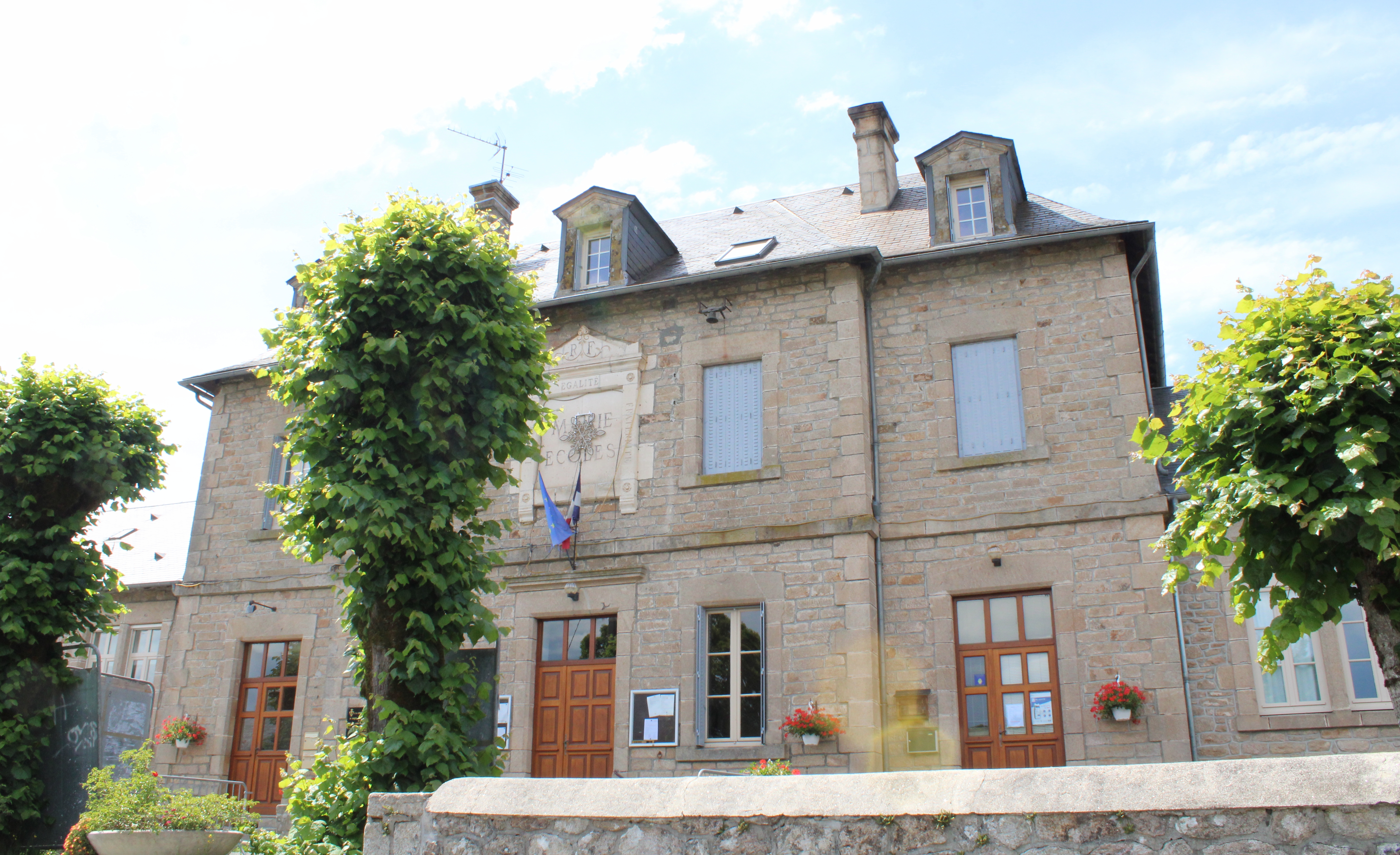
La mairie.

| Période   | Période   | Identité             | Étiquette | Qualité                    |
| --------- | --------- | -------------------- | --------- | -------------------------- |
| 1800      | 1808      | Jean-Martin Fraysse  |           |                            |
| Mars 1989 | Juin 1995 | Pierre Martinie      |           |                            |
| mars 2001 | mars 2008 | Guy-François Marouby |           |                            |
| mars 2001 | mai 2020  | Michel Brette        |           | Retraité de l'enseignement |
| mai 2020  | En cours  | Marcel Auboiroux     |           |                            |

## Démographie
| 1793 | 1800 | 1806 | 1821  | 1831  | 1836  | 1841  | 1846  | 1851  |
| ---- | ---- | ---- | ----- | ----- | ----- | ----- | ----- | ----- |
| 660  | 560  | 986  | 1 122 | 1 125 | 1 253 | 1 203 | 1 181 | 1 223 |

| 1856  | 1861  | 1866  | 1872  | 1876  | 1881  | 1886  | 1891  | 1896  |
| ----- | ----- | ----- | ----- | ----- | ----- | ----- | ----- | ----- |
| 1 181 | 1 120 | 1 145 | 1 207 | 1 257 | 1 273 | 1 315 | 1 339 | 1 403 |

| 1901  | 1906  | 1911  | 1921  | 1926 | 1931 | 1936 | 1946 | 1954 |
| ----- | ----- | ----- | ----- | ---- | ---- | ---- | ---- | ---- |
| 1 304 | 1 332 | 1 343 | 1 102 | 973  | 968  | 902  | 854  | 717  |

| 1962 | 1968 | 1975 | 1982 | 1990 | 1999 | 2004 | 2006 | 2009 |
| ---- | ---- | ---- | ---- | ---- | ---- | ---- | ---- | ---- |
| 722  | 636  | 536  | 527  | 448  | 405  | 434  | 433  | 448  |

| 2014 | 2019 | 2022 | - | - | - | - | - | - |
| ---- | ---- | ---- | - | - | - | - | - | - |
| 429  | 420  | 417  | - | - | - | - | - | - |

## Cinéma
Plusieurs films et séries ont été tournés dans la commune en particulier :
- 1987 : Le moine et la sorcière de Suzanne Schiffman. Le tournage du film s'est déroulé dans le département de la Corrèze, à Meyrignac-l'Eglise en grande partie et non à Saint-Augustin.

## Langues
Français et parler de type nord-occitan limousin. Ce parler, en voie d'extinction, a été décrit en 1997 par Pierre Monteil (voir la section Personnalités liées à la commune plus bas) dans Le parler de Saint-Augustin : Description linguistique d'un micro-dialecte occitan de Corrèze.

## Lieux et monuments
- Église Saint-Augustin, construite au XIIIe siècle et modifiée du XIVe au XVIe siècle, inscrite sur l'Inventaire supplémentaire des Monuments historiques le 25 septembre 1929[28].
- Le château du Tourondel à Saint-Augustin.
- L'étang de Ganezande.
- Le col du Bos (809 m) dans la pointe nord du territoire communal et au nord du Suc au May.

### Galerie

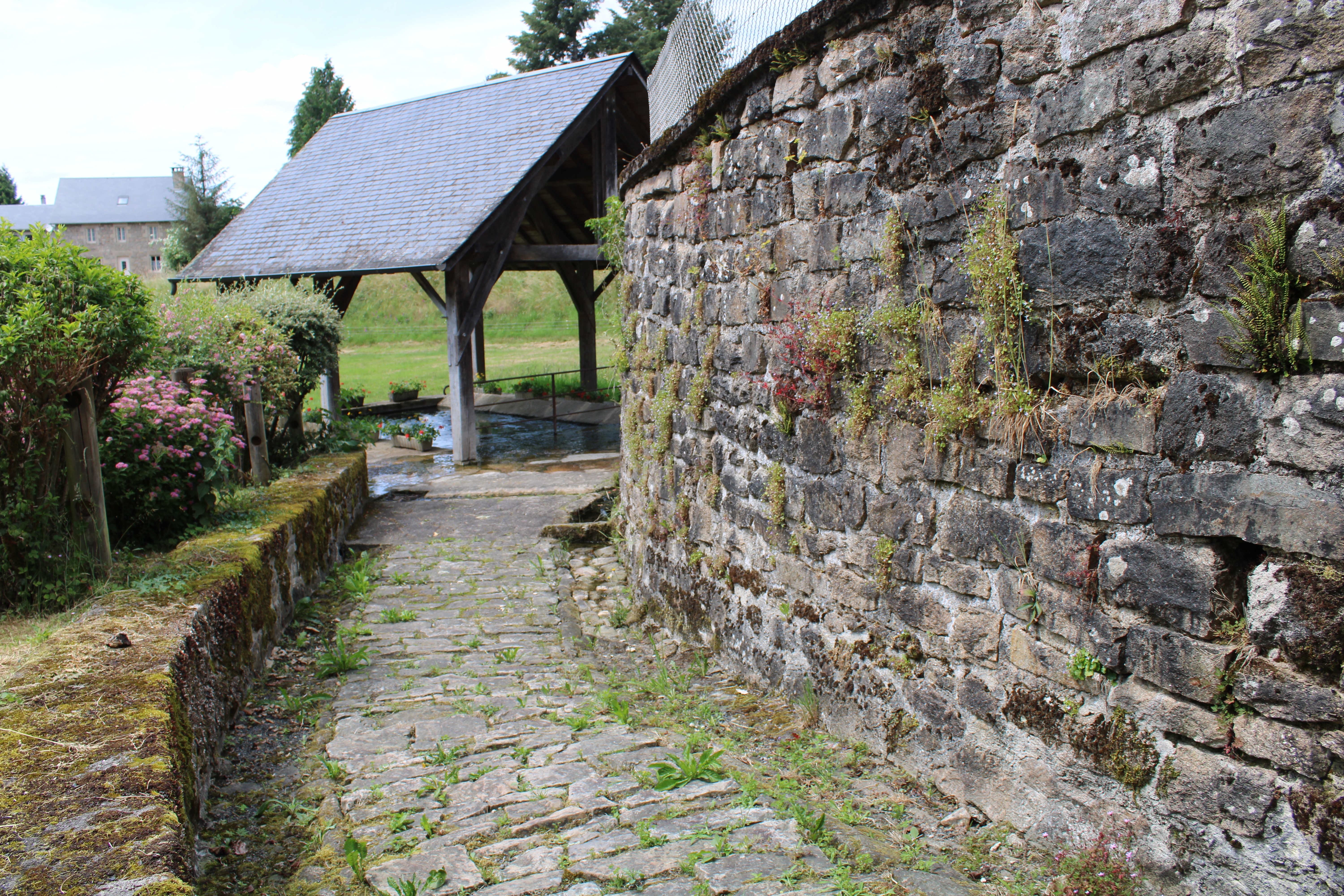
Le lavoir.
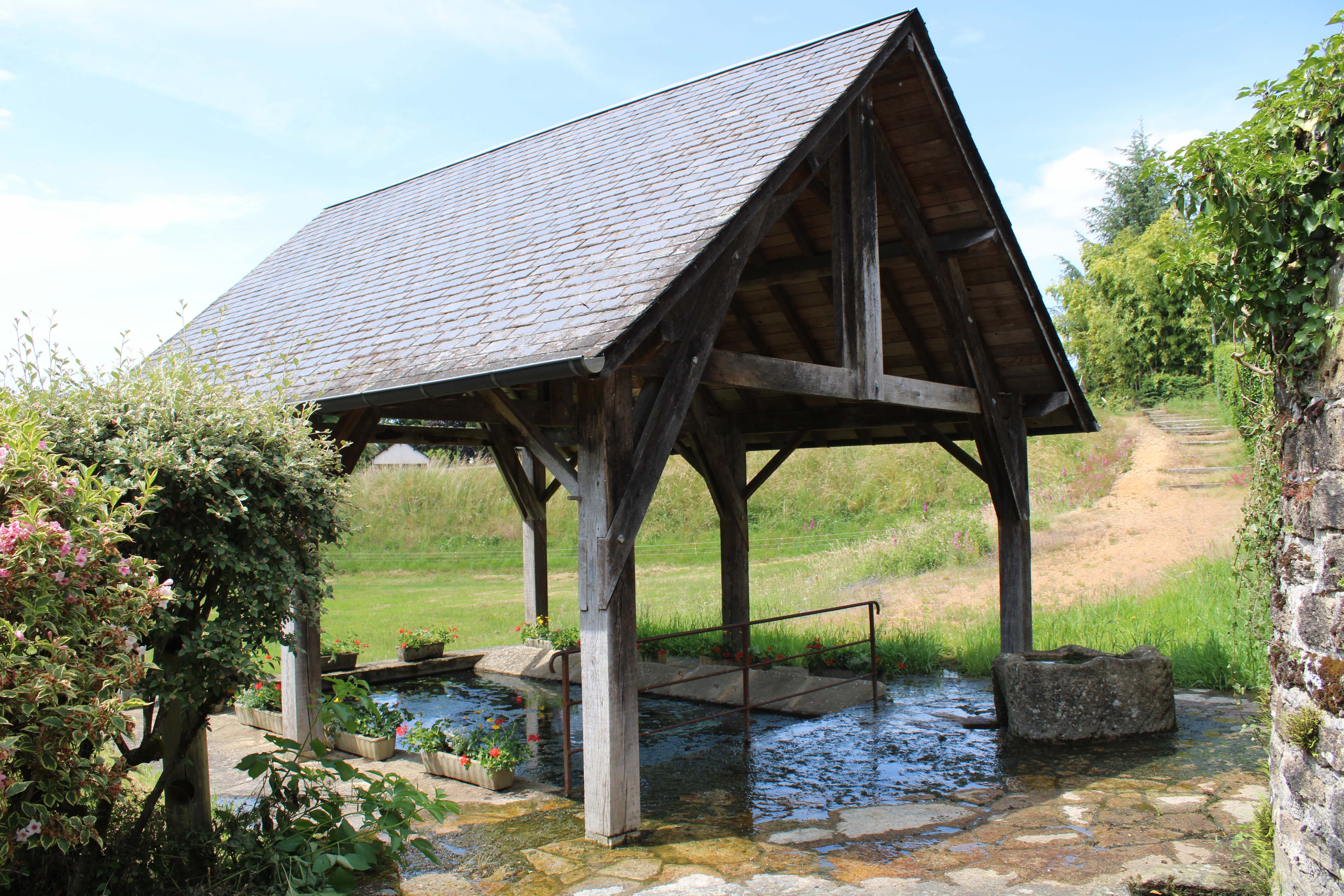
Le lavoir.
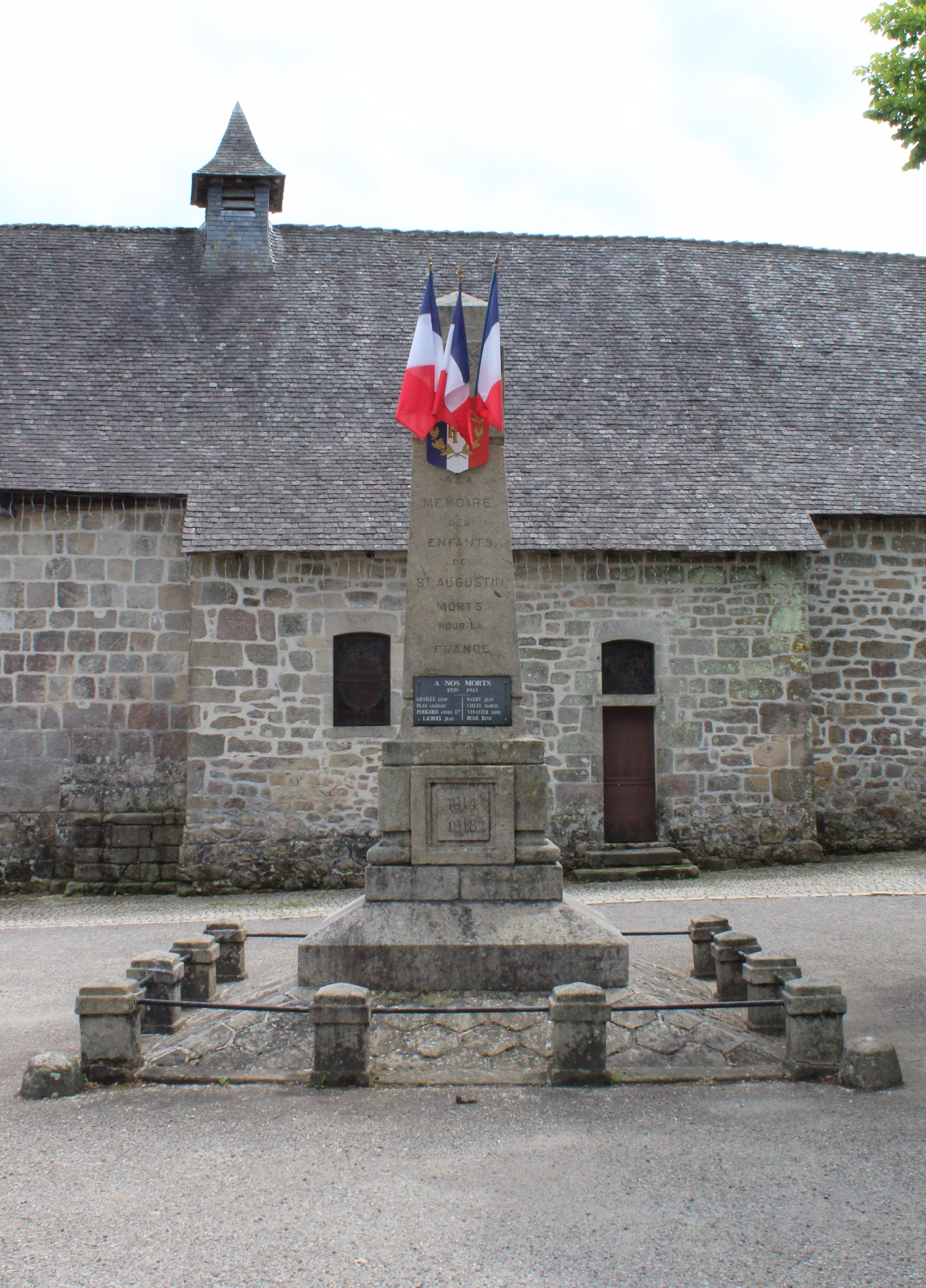
Le monument aux morts.
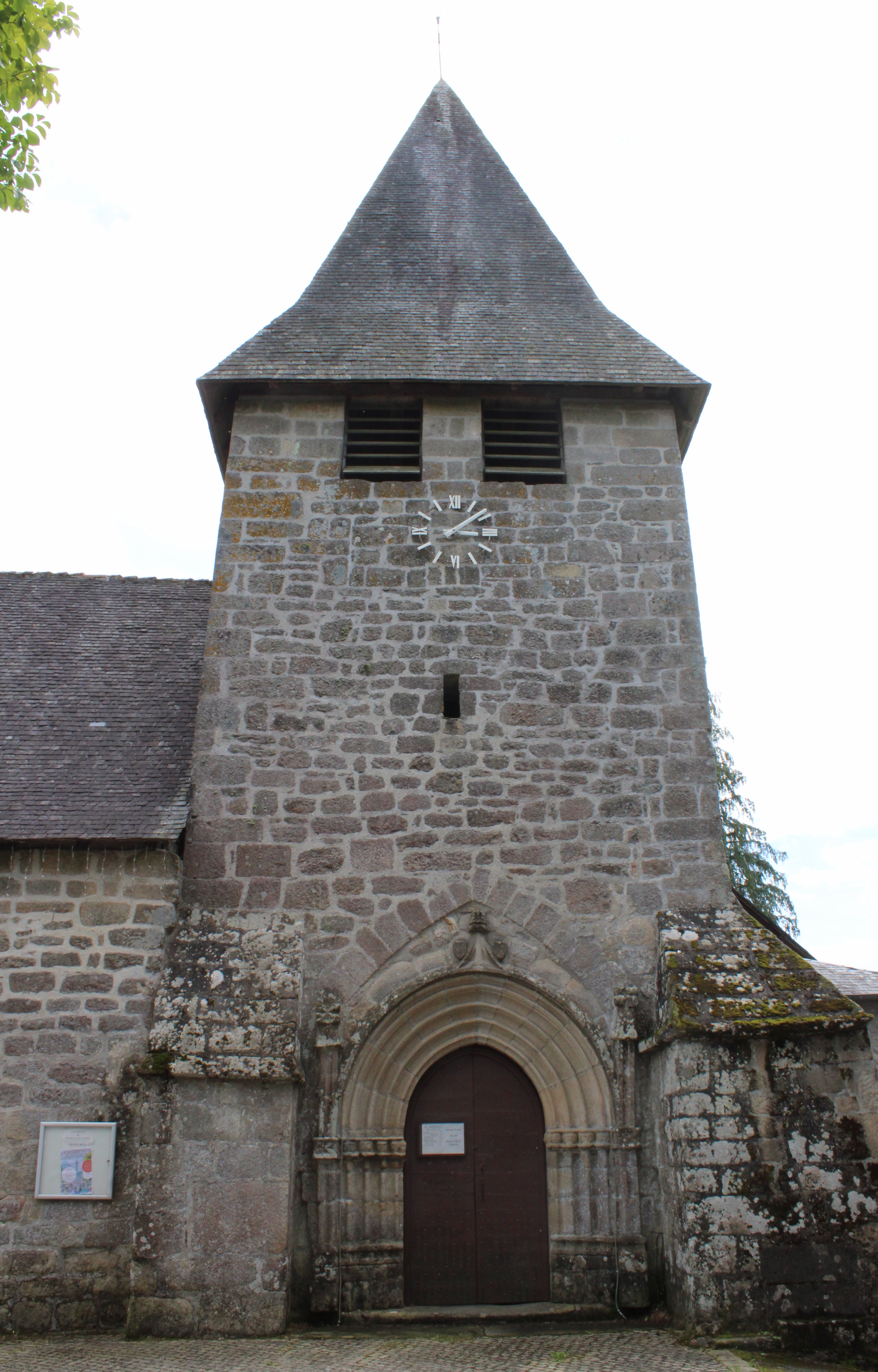
Le clocher de l'église.
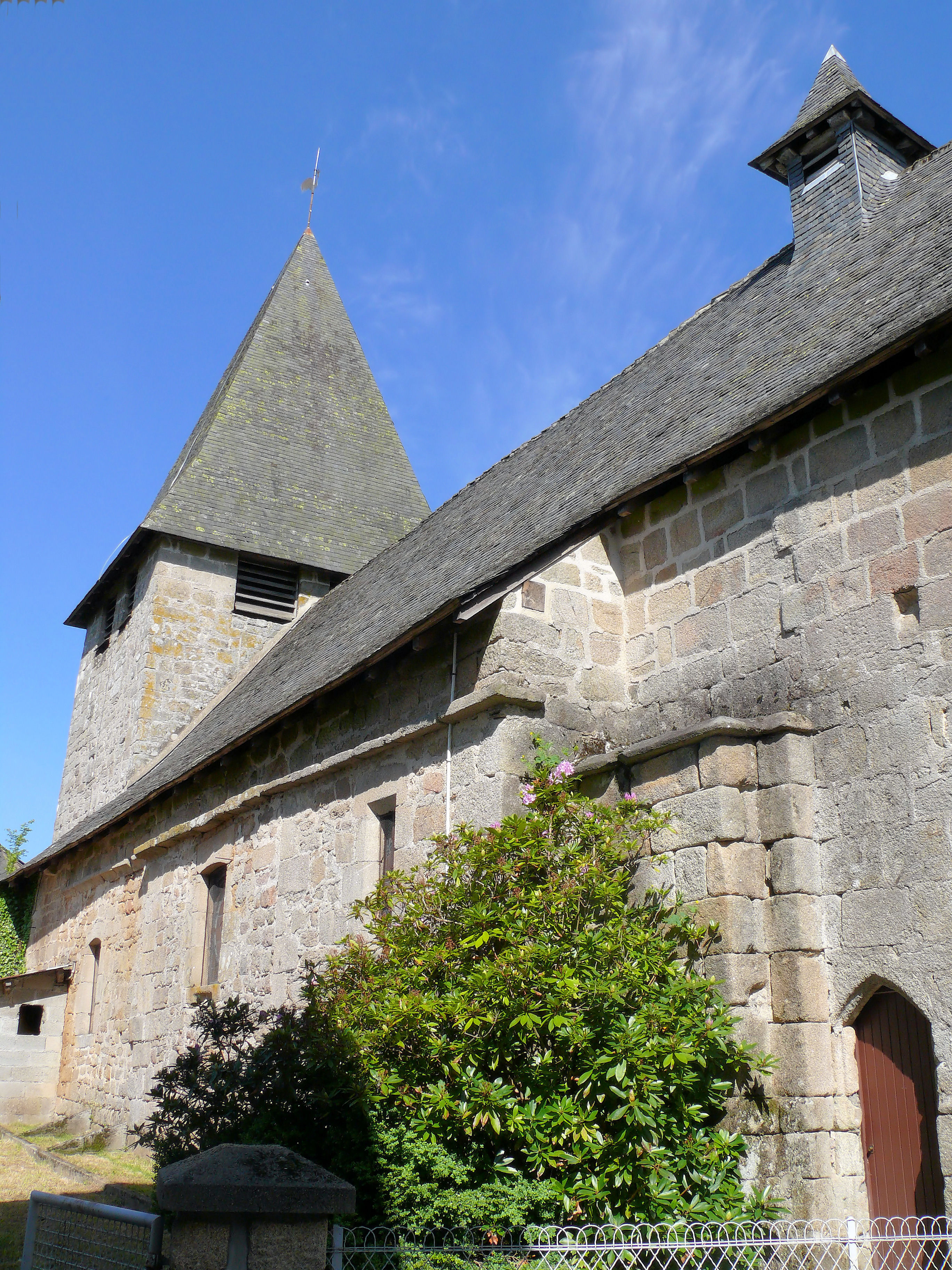
L'église Saint-Augustin.

## Personnalités liées à la commune
- Pierre Monteil, écrivain et universitaire français, né à Saint-Augustin en 1925.
- Jean Coudert (1905-1985) ancien maire-adjoint (1971-1983), ancien président de l'Association des Originaires de l'Arrondissement d'Ussel et de la Communauté corrézienne de Paris. Ancien magistrat, 1er président à la Cour d'appel de Bourges et conseiller à la Cour de Cassation. Officier de la Légion d'honneur, Croix de Guerre, commandeur du Mérite maritine, officier du Mérite agricole. Une rue de Sornac porte son nom[29].
- Élie Buge né à Mézinges dans la commune de Saint-Augustin (1923-1967). Premier sous-officier pilote de l'Armée de l'Air à avoir passé le mur du son. Pilote d'essai chez l'avionneur Marcel Dassault. https://www.dassault-aviation.com/fr/passion/histoire/hommes/elie-buge/

## Héraldique
|  | Les armoiries de Saint-Augustin se blasonnent ainsi : Écartelé : aux 1er et 4e d'azur au phénix d'or sur son immortalité de gueules, regardant un soleil d'or issant du canton dextre du chef, aux 2e et 3e d'argent à un arbre arraché de sinople, sommé d'une colombe de gueules, au chef d'azur chargé de trois étoiles d'or. |

### Cartes
1. ↑  IGN, « Évolution comparée de l'occupation des sols de la commune sur cartes anciennes », sur remonterletemps.ign.fr (consulté le 2 juillet 2022).
2. ↑  « Cartographie interactive de l'exposition des sols au retrait-gonflement des argiles », sur infoterre.brgm.fr (consulté le 29 septembre 2024)